# Мещерский, Алексей Степанович
Князь Алексей Степанович Мещерский (23 марта (3 апреля) 1738 — 25 января (5 февраля) 1797) — российский военный и государственный деятель из рода Мещерских, генерал-поручик, сенатор.

## Биография
Родился 23 марта (3 апреля) 1738. Сын главного командира Кронштадтского порта адмирала князя Степана Михайловича Мещерского.
На службе с 1751 года. По окончании Сухопутного кадетского корпуса поступил в лейб-гвардии Конный полк . 26 декабря 1761 из вахмистров произведен в корнеты. Ротмистр (1769).
С началом русско-турецкой войны записался волонтером в полевую армию. В 1770 году участвовал в сражениях 17 июня при Рябой Могиле, 7 июля при Ларге, и 21 июля при Кагуле, всякий раз удостаиваясь упоминания в реляциях командующего 1-й армией генерал-фельдмаршала графа П. А. Румянцева. 13 декабря 1770 года переведен из ротмистров Конной гвардии в армию полковником с назначением командиром Астраханского карабинерного полка.
Принимал участие в кампаниях 1771, 1773 и 1774 годов. В начале мая 1773 года во главе трех эскадронов карабинеров был послан от графа Салтыкова в отряд генерал-майора А. В. Суворова. 9 мая командовал кавалерией в сражении с турецким отрядом при Ольтенице в устье Аржиса, закончившимся бегством противника и пленением бим-паши. 10 мая обеспечивал переправу войск на другой берег Дуная, а затем, форсировав с казаками и карабинерами реку вплавь, принял участие в сражении и захвате крепости Туртукай.  
В реляции графу И. П. Салтыкову по итогам Туртукайской экспедиции Суворов просил графа не оставить своим покровительством:
… господина полковника князя Мещерского, яко отворившего путь дневным поражением неприятеля к вожделенной победе…
7 июня 1773 года, перед вторым рейдом на Туртукай, Суворов, страдавший от лихорадки, написал диспозицию, подал рапорт о болезни, сдал ему командование и уехал в Бухарест. В ночь с 7 на 8 июня провел рекогносцировку местности. Командиры отдельных частей отряда после изучения позиций противника сочли того слишком сильным, а наступление невозможным. В ожидании приказа командующего не предпринимал никаких действий, ограничившись разведкой и устройством батареи при устье Аржиса для воспрепятствывания неприятельского сообщения между Рущуком и Силистрией. 12 июня получил ордер от графа Румянцева, в котором тот упрекал его за нерешительность и приказывал провести намеченный рейд. 14 июня в его лагерь в Ольтенице прибыло подкрепление, а 16 июня возвратился Суворов и принял на себя командование. В атаке на Туртукай 17 июня 1773 года командовал каре из 320 спешенных карабинеров Астраханского полка, вооруженных пехотными ружьями.
2 ноября 1773 года при переправе войск графа Салтыкова у деревни Мавродин, командуя Астраханским карабинерным и Низовским пехотным полками, обеспечивал прикрытие переправы и патрулирование берега Дуная от Журжи до устья Аржиса.
22 сентября 1775 года произведен в бригадиры. С 18 декабря 1775 по 5 ноября 1778 — командир Ингерманландского карабинерного полка. Привел полк в полное устройство после непрерывных походов, в которых тот находился, начиная с 1769 года. С 22 сентября 1778 — генерал-майор при 1-й дивизии под командованием генерал-фельдмаршала графа П. А. Румянцева Задунайского. 22 сентября 1786 произведен в генерал-поручики и назначен в Сенат; присутствовал в четвертом департаменте, занимавшемся делами по Военной и Адмиралтейской коллегиям. С 9 декабря 1793 года в отставке.